# V3 ウイルスブロックシリーズ
V3 ウイルスブロックシリーズとは、アンラボが開発、販売しているウイルス対策ソフトの総称。

## 概要
セキュリティソフトの中で、軽さを売りにしている製品のひとつである。日本においての低価格セキュリティーソフトの歴史の中では意外と古く、「ウイルス警備隊」の名前で廉価版ソフトでは最も早く日本で発売された。そのため、発売当初は三大ベンダーの製品しか比較対象がなく、知名度も低かったため苦戦を強いられた。かつては、Windows 95、Windows 98にも対応しているという特徴もあったが、現在は対応は終了している。
近年、パッケージのインターフェイスが、オレンジ及びキャラクターがあるものから白いパッケージへと一新された。また、かつてはスパイゼロというスパイウェア専門のソフトや、ファイアーウォール専用のソフトなどもあったがすべて統合された。

## 製品
- V3 365 Clinic ウイルスブロック

販売収益の悪化など諸般の事情から、2012年1月31日に販売が終了することが開発元より発表され、製品のサポートは2013年2月28日まで継続されていた。　
- V3 Lite

V3 365 Clinic ウイルスブロックの後継製品として発表されたアンチウイルスソフトであり、個人かつ非商用利用に限り無料で利用できたが現在は配布終了。AhnLab V3 Security購入がある。
- V3 Mobile

Android用のアンチウイルスソフト。

## 機能
- ウイルス・スパイウェア対策
- スケジュールスキャン
- ファイアウォール
- ネットワーク侵入遮断（IPS）
- 個人情報保護
- ウイルスメール／スパム遮断
- システム最適化
- データ消去
- デュアルスキャン